# Masque Goli
Le Masque Goli, dansé au centre chez les Baoulés et au centre-ouest chez les Wan/Gouro de Kounanhiri, est un masque danseur sacré du patrimoine culturel ivoirien.

## Origines du masque
Le masque goli est originaire du peuple wan. Ces derniers qui, résidant en premier à Bouaké, avaient pour danse le « goli », l’une de leurs plus anciennes danses qui a pour symbole le masque Goli. D’après les Wan, le goli imite le dragon quand il danse. Ses gestes brusques et répétés pendant la danse sont ceux d’un esprit qui habite provisoirement la personne qui le porte. On retrouve le nom Goli sur des personnes qui le portent en vue de leur protection personnelle, ou au sein d’une famille pour en pérenniser le nom de génération en génération. L’homme par exemple, s’appellera Goli Bi, qui signifie le fils de Goli, puis la femme Goli Nan, signifiant la fille de Goli. On sacrifie un mouton ou un poulet au masque Goli lorsque le porteur du nom tombe malade, pour qu’il retrouve la santé. Chez les baoulé qui ont fait du masque Goli sien à leur arrivée à Bouaké vers 1900, Goli fait allusion au fils de Nyamien, le Dieu du ciel ou le père de Kplé-Kplé. Goli est chez les baoulé une divinité protectrice, un fétiche ou « Amouin » en langue baoulé.

## Description générale du masque
Chez les Gouro, le Goli est un masque heaume avec une forme de tête de buffle. Chez les baoulé, le Goli qui est le masque le plus important du panthéon, a un visage de crocodile sur lequel figure un éléphant, et sur les côtés, deux disques rouges symbolisant le soleil. Il est taillé dans du bois mi-dur. Le costume du danseur Goli se compose essentiellement d’une cape en peau d’antilope sur un amas de fibres de feuilles de palmier fraiches, puis d’une jupe en fibres de raphia. De même, il porte des grelots aux pieds et une peau de panthère sur le dos.

## Occasions de sortie du masque
Le Masque Goli est une être surnaturel qui apparait lors des évènements importants comme les obsèques de chefs, d’initiés et dépositaires du masque ; ainsi que lors des règlements de conflits. Ses apparitions nécessitent des sacrifices pour conjurer le mauvais sort. Il apparait aussi lors de la naissance d’un bébé « goli » pour danser afin que ce dernier reçoive une bénédiction. De même, le Goli peut faire sa sortie lors de festivités d’une journée impliquant tout le village mais ne perdant en rien son caractère sacré.

## Types de masques et rôle[3]
Quel que soit le type, le Goli est un masque protecteur que l’on adore dans les forêts sacrées. Il y en a plusieurs :
- Le Gloin (le père) : Considéré comme le père protecteur, il garde le village de tous les maux, accompagne les défunts dans l’au-delà, règle les conflits entre populations du même village et de villages distincts.

- Le Kpan (la mère) : mère protectrice du village avec un visage humain de femme peint en rouge avec des nattes, elle accompagne les femmes dans la fécondité et la grossesse.

- Le Kouassi blé (le grand fils) : Avec son visage circulaire, des cornes d’antilopes, des yeux globuleux et une bouche rectangulaire, il est le messager du Gloin, chargé de rapporter les évènements se passant au village.

- Le Gbakla Gboko (le deuxième fils) : Il sort lors des funérailles de personnes ordinaires pour représenter ses parents (le Gloin et le Kpan).

- Le Kplé kplé (le dernier fils)

- Le Anté dandi (la grande fille)

- Le Anté (la petite sœur)